# Týmov (Březová)
Týmov (německy Tiefengrün) je zaniklá osada v severozápadní části Slavkovského lesa v okrese Sokolov v Karlovarském kraji. Rozkládala se mezi již zaniklými obcemi Krásnou Lípou, Studánkou a Ostrovem.
Týmov se nachází v katastrálním území Krásná Lípa u Březové o rozloze 6,07 km2.

## Historie
První písemná zmínka o obci pochází z roku 1370, kdy se uvádí v seznamu leuchtenberských lén. Okolo roku 1420 náležela osada pánům z Hartenberku. Ve šlikovském urbáři z roku 1525 se však Týmov neuvádí. Je možné, že v té době byla osada pustá. Berní rula z roku 1654 eviduje jen pět domů, vlastníkem byl Adam Melchior Mossem, dalšími majiteli byli například pánové ze Schönau. Roku 1814 koupil Týmov Johann David Starck.
Roku 1847 zde stálo 32 domů, vrchnostenský dvůr a mlýn s pilou. Kolem dvora vyrostla v 19. století drobná osada Zadní Domky (Hinterhauser), jež se rozkládala severně od Týmova. Zadní Domky se nachází ve veřejnosti nepřístupné oboře Studánka.
V letech 1869 až 1910 byl Týmov osadou obce Schönlind (Krásná Lípa) v okrese Falknov (Sokolov), od roku 1921 do roku 1930 osadou obce Krásná Lípa.
V blízkosti osady stál při Velké Libavě tzv. Žabí mlýn (Froschmühle), zmiňovaný roku 1762. V první polovině 19. století vyhořel a na jeho základech byl později vybudován nový hrázděný objekt, který je v literatuře uváděn roku 1847 pod jménem Grundmühle. Po roce 1945 byl mlýn devastován a stržen.
Zánik osady nastal po konci druhé světové války, kdy byla osada zahrnuta do vojenského výcvikového prostoru Prameny ve Slavkovském lese. Když roku 1953 opustila armáda vojenský prostor, nezůstalo z původní osady nic, až na několik pozůstatků základů domů. Týmov byl po zrušení vojenského prostoru připojen ke Kostelní Bříze. V rámci integrace provedené v roce 1976 byla dosud samostatná obec Kostelní Bříza s řadou území, včetně zaniklé osady Týmov, připojena k Březové.
Zaniklou osada tak připomínají dva nově zrenovované křížky, jeden při staré cestě do Krásné Lípy, druhý nad osadou u cesty do Ostrova.

## Obyvatelstvo
Při sčítání lidu v roce 1921 zde žilo 129 obyvatel, všichni německé národnosti, kteří se hlásili k římskokatolické církvi.
Místní obyvatelstvo se věnovalo zemědělství, dřevařství a dobytkářství, v jejich domovech se ujalo tkalcovství.
Po druhé světové válce došlo k odsunu německého obyvatelstva. Osada již nebyla dosídlena, místo nich přišla armáda do nově vzniklého vojenského výcvikového prostoru Prameny.
| Rok            | 1869 | 1880 | 1890 | 1900 | 1910 | 1921 | 1930 | 1950 |
| Počet obyvatel | 208  | 195  | 163  | 142  | 141  | 129  | 143  | 0    |